# Ten Thousand Fists
Ten Thousand Fists (englisch Zehntausend Fäuste) ist das dritte Studioalbum der US-amerikanischen Metal-Band Disturbed. Es erschien am 20. September 2005 via Reprise Records und erreichte Platz eins der US-amerikanischen Albumcharts. In den USA wurde das Album mit Doppelplatin ausgezeichnet.

## Entstehung
Nach dem Abschluss der „Music as a Weapon II“-Tournee musste der Bassist Steve „Fuzz“ Kmak auf Grund von persönlichen Differenzen die Band verlassen. Er wurde durch John Moyer ersetzt, der zuvor in der aus Texas stammenden Hard-Rock-Band The Union Underground spielte. Disturbed mieteten sich eine ehemalige Lagerhalle als Proberaum, in dem die neuen Lieder geschrieben und einstudiert wurden. Da sich in der Nähe der Halle einige Restaurants befinden, bekam die Band häufiger Besuche von der Polizei, da sich die Restaurantbesitzer über den Lärm der Band beschwerten.
Die Aufnahmen fanden in der Zeit vom Januar bis April 2005 in den „Groovemaster Studios“ in Chicago statt. Insgesamt nahm die Band 19 Lieder auf, von denen 14 auf dem Album veröffentlicht wurden. Unter diesen 14 Liedern befindet sich mit „Land of Confusion“ eine Coverversion eines Liedes der Band Genesis von deren Album Invisible Touch. Es ist nach „Shout 2000“, einer Coverversion des Tears-for-Fears-Liedes „Shout“ erst die zweite Coverversion, die Disturbed veröffentlicht haben. Ursprünglich wollten Disturbed nach „Shout 2000“, welches auf dem Debütalbum The Sickness erschien, keine weitere Coverversion mehr aufnehmen. Auf Vorschlag von Dan Donegan wurde „Land of Confusion“ doch aufgenommen, weil der „bissige und treffende Text“ laut Sänger David Draiman gut zum Albumkonzept passen würde.
Produziert wurde das Album von Johnny K und der Band. Das Albumcover wurde von Todd McFarlane entworfen, der durch die Comicserie Spawn bekannt wurde. Zum ersten Mal tritt hier das Bandmaskottchen „The Guy“ auf. Ende Juni 2005 wurde das Lied „Guarded“ erstmals auf verschiedenen Radiostationen gespielt. Als Singles wurden die Lieder „Stricken“, „Just Stop“ und „Land of Confusion“ ausgekoppelt.
In einem Interview mit dem deutschen Magazin Rock Hard skizzierte Draiman das Album als erwachsenen Menschen, der seinen Platz gefunden hat. Im Vergleich dazu beschrieb er das Debütalbum The Sickness als frisch geborenes Baby, das vor Wut schreit, während der Vorgänger Believe die Adoleszenzphase eines Menschen beschreibt.

## Lyrischer Hintergrund
Sänger David Draiman bezeichnet Ten Thousand Fists als die politischste Platte der Band. Mehr als die Hälfte der 14 Lieder behandeln das Thema Krieg. „Deify“ handelt von Menschen, die durch ihr Amt zu einer Gottheit werden. Als Beispiele hierfür nannte Draiman in einem Interview den US-Präsidenten George W. Bush, den Papst oder Medienmogul Ted Turner. Am Anfang des Liedes hört man Auszüge aus einer Fernsehansprache von Präsident Bush unmittelbar nach den Terroranschlägen vom 11. September 2001. „Overburdened“ dreht sich um einen Soldaten, der auf seinen Tod wartet. Er fragt sich, warum er sich in dieser misslichen Lage befindet und realisiert, dass er nur Befehle von Menschen befolgt hat, denen er vertraute. „Forgiven“ handelt von den Opfern eines Soldaten. Bereits in dem Moment, in dem das Opfer getötet wird, verzeiht das Opfer dem Soldaten seine Tat, da der Soldat der nächste sein wird, der stirbt. Bei „Avarice“ geht es um die endlose Gier der mächtigsten Politiker der Welt. Um die Gier zu befriedigen, werden Kriege angezettelt. Ein anderes Thema behandelt „Sons of Plunder“. Draiman kritisiert die Musikindustrie, die es „immer schaffen, einen Trend totzukriegen, in dem sie 100 Bands unter Vertrag nimmt, die alle gleich klingen“.

## Titelliste
| 1. Ten Thousand Fists – 3:33 2. Just Stop – 3:46 3. Guarded – 3:22 4. Deify – 4:18 5. Stricken – 4:07 6. I’m Alive – 4:42 7. Sons of Plunder – 3:50 | 1. Overburdened – 5:59 2. Decadence – 3:27 3. Forgiven – 4:15 4. Land of Confusion – 4:50 5. Sacred Lie – 3:08 6. Pain Redefined – 4:09 7. Avarice – 2:56 |

Die „Tour Edition“ des Albums enthält als Bonus die folgenden Songs:
1. Monster – 4:05
2. Two Worlds – 3:24

Außerdem wurde dieser Version eine DVD beigelegt.
Diese enthält:
- - Konzertmitschnitt von Just Stop (wird jedoch nicht live wiedergegeben, sondern mit der Studioversion unterlegt)
- - Ein zweites Musikvideo von Just Stop, das die Bandmitglieder in computeranimierter Form beim Spielen des Liedes zeigt
- - Das Musikvideo zu Stricken
- - Eine Making-of, das die Band bei der Aufnahme des Musikvideos zu Stricken zeigt
- - Ein ca. 45-minütiges Live-Konzert der Band in Norfolk

## Rezensionen
Ten Thousand Fists erhielt von Seiten der Fachpresse unterschiedliche Kritiken. Das deutsche Rock-Hard-Magazin kürte das Album zum „Album des Monats“. Uwe „Buffo“ Schnädelbach würdigt in seiner Kritik, dass „die 14 Hymnen schon nach dem ersten Take süchtig machen“ und dass „die häufig bemühte Phrase no fillers, just killers auf diese Scheibe zutrifft“. Schnädelbach vergab neun von zehn Punkten, die Durchschnittsnote lag bei 8,5 Punkten. Weniger begeistert zeigte sich Metal-Hammer-Redakteur Matthias Weckmann, der der Band vorwarf, „musikalisch auf der Stelle zu treten“. Weckmann gab dem Album vier von sieben Punkten.

## Kommerzieller Erfolg

### Chartplatzierungen
| ChartsChartplatzierungen       | Höchstplatzierung | Wochen |
| ------------------------------ | ----------------- | ------ |
| Deutschland (GfK)              | 21 (5 Wo.)        | 5      |
| Österreich (Ö3)                | 37 (5 Wo.)        | 5      |
| Schweiz (IFPI)                 | 62 (2 Wo.)        | 2      |
| Vereinigte Staaten (Billboard) | 1 (82 Wo.)        | 82     |
| Vereinigtes Königreich (OCC)   | 59 (1 Wo.)        | 1      |

| ChartsJahrescharts (2005)      | Platzierung |
| ------------------------------ | ----------- |
| Vereinigte Staaten (Billboard) | 113         |

| ChartsJahrescharts (2006)      | Platzierung |
| ------------------------------ | ----------- |
| Vereinigte Staaten (Billboard) | 80          |

Von Ten Thousand Fists wurden in der ersten Verkaufswoche in den USA 239.000 Einheiten verkauft. Die Single „Stricken“ erreichte Platz 95 der US-amerikanischen Singlecharts.

### Auszeichnungen für Musikverkäufe
| Land/Region                  | Auszeichnungen für Musikverkäufe (Land/Region, Auszeichnung, Verkäufe) | Verkäufe  |
| ---------------------------- | ---------------------------------------------------------------------- | --------- |
| Australien (ARIA)            | Platin                                                                 | 70.000    |
| Deutschland (BVMI)           | Gold                                                                   | 100.000   |
| Kanada (MC)                  | 2× Platin                                                              | 200.000   |
| Neuseeland (RMNZ)            | Platin                                                                 | 15.000    |
| Vereinigte Staaten (RIAA)    | 3× Platin                                                              | 3.000.000 |
| Vereinigtes Königreich (BPI) | Gold                                                                   | 100.000   |
| Insgesamt                    | 2× Gold · 6× Platin ·                                                  | 3.485.000 |